# تاروك كولاشي
تاروك كولاشي هي بلدة أفغانية صغيرة في ولاية قندهار بأفغانستان.
في 6 أكتوبر 2010 ، الملازم كولونيل ديفيد فلين قائد الفرقة "1-320th" أعطى الأمر لإسقاط 49,200 رطلا (حوالي 25 طن) من الصواريخ والقنابل الجوية علي القرية مما أدي إلي إبادة القرية بالكامل.